# 황을수
황을수(黃乙秀, 생몰년 미상)는 일제강점기의 권투 선수이다. 1932년 하계 올림픽 복싱 남자 라이트급에 출전하였다.
광복 후 남쪽에 정착하였다가 한국 전쟁 이후 월북하였다. 1963년 당시 조선민주주의인민공화국에서 공훈체육인 칭호를 받고 조선민주주의인민공화국 올림픽 위원회 위원으로 활동하고 있었다.

## 참고 자료
- (영어) “Otsu Shuko”. SR/Olympic Sports. 2012년 11월 12일에 원본 문서에서 보존된 문서. 2011년 5월 26일에 확인함.